# Listonella anguillarum
Listonella anguillarum je gramnegativní bakterie z čeledi Vibrionaceae, která žije v mořské vodě a je zodpovědná za onemocnění ryb.